# Phineas y Ferb: Misión Marvel
Phineas y Ferb: Misión Marvel (en inglés: Phineas and Ferb: Mission Marvel) es un episodio de cruce de la serie animada Phineas y Ferb, que contó con personajes de Marvel Entertainment, específicamente en sus encarnaciones de las series Universo Marvel en Disney XD. Se emitió el 16 de agosto de 2013 en Disney Channel y el 25 de agosto de 2013 en Disney XD.

## Trama
Un día cualquiera, Phineas, Ferb y sus amigos están surfeando en un cinturón de asteroides en el espacio exterior ("Surfin' Asteroids"). Un destello del 'PODER-DRENAINADOR' de Dr. Doofenshmirtz rebota en la estación espacial de los niños y golpea a Spider-Man, Iron Man, Thor y Hulk, que están frente a frente contra Red Skull, Whiplash, Venom y MODOK en la Ciudad de Nueva York ("These Are My Streets"), haciéndolos impotentes y permitirle a los villanos escapar. En la Helicarrier S.H.I.E.L.D., Nick Fury le notifica que el destello vino del satélite de Phineas y Ferb, y se van a la casa de los chicos a enfrentarlos, solo para descubrir que no tenían nada que ver con eso. Mientras tanto, después de descubrir que el Power-Draininator de Doofenshmirtz ha drenado los poderes de los héroes, los villanos le hacen una visita, en un principio pensaban que era un genio del mal, pero se dan cuenta de que no es así. Después de ejecutar algunos recados menos-que-mal con Doof, que incluyen pisando fuerte sobre una cama de hojas y subiendo la escalera mecánica ("My Evil Buddies and Me"), los villanos deciden llevar a los héroes causándoles problemas en el centro comercial Googolplex.
Mientras tanto, Phineas, Ferb y sus amigos planean asistir a los héroes en un cobertizo de construcción propio, apropiadamente titulado la "Guarida Secreta para los Defectos de Emergencia" (o S.H.E.D., para abreviar), que parece pequeño por fuera pero es bastante grande por dentro. Construyen una máquina que duplicar temporalmente sus poderes perdidos, pero debido a la interferencia de Candace, los poderes de los héroes terminan mezclados. Los héroes y Phineas y Ferb, ataviado con su traje de Beak suit, van al centro comercial Googolplex para enfrentar a los villanos, sino que se sometió rápidamente, y posteriormente rescatado por el Agente P, que lleva un traje de superhéroe. De vuelta en el S.H.E.D., debido a que Candace interfiere de nuevo, Baljeet es golpeado por un rayo gamma de la máquina de poder replicar reconstruido y se convierte en una versión Hulkified de sí mismo antes de irrumpir fuera. Phineas arremete a Candace y revoca su tarjeta S.H.E.D. mientras Buford sale a buscar Hulkjeet.
Candace e Isabella se lamentan de que parece que no pueden hacer mucho para ayudar ("Only Trying to Help"), mientras Doofenshmirtz crea una segunda y mejorada Power-Draininator. Por último, con el dispositivo en sus manos, los villanos traicionan a Doofenshmirtz y lo encierran en una jaula y anuncia sus planes para destruir el área tri-estatal con el Power-Draininator antes de usarlo para drenar los poderes de cualquier otro superhéroe de apoderarse del mundo. Para ello, Red Skull tomó a MODOK para hacer varias modificaciones en el dispositivo para que pueda drenar energía viva y la materia también. A pesar de que las probabilidades son contra ellos, los héroes se van a enfrentar a los villanos y batallan con la ayuda del Agente P y Doofenshmirtz, que dispara waffles a los villanos con su Waffle-inator como venganza por su traición contra él. Mientras tanto, Candace e Isabella van al espacio exterior y descubren los poderes de los héroes obtenidos en un tanque de recolección de datos en la estación espacial. Aterrizan la estación espacial en Danville, y los héroes reciben sus poderes de nuevo ("Feelin' Super"). Los niños ven como los héroes derrotan a los villanos ("Jump"), y Phineas se disculpa con Candace por su comportamiento anterior. Con los villanos detenidos, Nick Fury agradece a los niños por su trabajo, y un vendedor de hot dogs da hot dogs gratis. Durante los créditos, los niños se acercan al Agente P y le quitan la máscara, revelándose como, de hecho, Ducky Momo. Huye, y Perry aparece unos instantes después, con la cámara panorámica para revelar el traje de superhéroe del Agente P y una máscara Ducky Momo en un cubo de basura cercano.

## Personajes y doblaje
| Personaje                                                                   | Actor de voz original  | Actor de doblaje (Hispanoamérica) \|- | Actor de doblaje (Hispanoamérica) \|- |                |
| Phineas y Ferb                                                              | Phineas y Ferb         | Phineas y Ferb                        | Phineas y Ferb                        | Phineas y Ferb |
| --------------------------------------------------------------------------- | ---------------------- | ------------------------------------- | ------------------------------------- | -------------- |
| Phineas Flyn / El Halcón                                                    | Vincent Martella       | Memo Aponte Jr.                       | Bandera de México                     |                |
| Ferb Fletcher / El Halcón                                                   | Thomas Brodie-Sangster | Diego Ángeles                         | Bandera de México                     |                |
| Perry el Ornitorrinco                                                       | Dee Bradley Baker      | Dee Bradley Baker                     | Bandera de Estados Unidos             |                |
| Candace Flynn                                                               | Ashley Tisdale         | Christine Byrd                        | Bandera de México                     |                |
| Isabella García-Shapiro                                                     | Alyson Stoner          | Pau García Casillas                   | Bandera de México                     |                |
| Linda Flynn-Fletcher                                                        | Caroline Rhea          | Rommy Mendoza                         | Bandera de México                     |                |
| Lawrence Fletcher                                                           | Richard O'Brien        | Arturo Mercado                        | Bandera de México                     |                |
| Dr. Heinz Doofenshmirtz                                                     | Dan Povenmire          | Germán Fabregat                       | Bandera de México                     |                |
| Mayor Francis Monograma                                                     | Jeff "Swampy" Marsh    | Mario Díaz Mercado                    | Bandera de México                     |                |
| Carl                                                                        | Tyler Alexander Mann   | Javier Olguín                         | Bandera de México                     |                |
| Baljeet Tjinder “Hulk-Jeet“                                                 | Maulik Pancholy        | Héctor Cuevas Ireta                   | Bandera de México                     |                |
| Buford Van Storm / Niño Oso                                                 | Bobby Gaylor           | Rodrigo Gutiérrez                     | Bandera de México                     |                |
| Universo Marvel                                                             |                        |                                       |                                       |                |
| Peter Parker / El Hombre Araña                                              | Drake Bell             | Patricio Lago                         | Bandera de Argentina                  |                |
| Tony Stark / Iron Man                                                       | Adrian Pasdar          | Noé Velázquez                         | Bandera de México                     |                |
| Thor                                                                        | Travis Willingham      | Dafnis Fernández                      | Bandera de México                     |                |
| Bruce Banner / Hulk                                                         | Fred Tatasciore        | Juan Carlos Tinoco                    | Bandera de México                     |                |
| Nick Fury                                                                   | Chi McBride            | Rolando de Castro                     | Bandera de México                     |                |
| Stan Lee                                                                    | Stan Lee               | Omar Aranda                           | Bandera de Argentina                  |                |
| Johann Schmidt / Red Skull                                                  | Liam O'Brien           | Pedro D'Aguillón Jr.                  | Bandera de México                     |                |
| George Tarleton / M.O.D.O.K.                                                | Charlie Adler          | Roberto Mendiola                      | Bandera de México                     |                |
| Mark Scarlotti / Whiplash                                                   | Peter Stormare         | Héctor Miranda                        | Bandera de México                     |                |
| Eddie Brock / Venom                                                         | Danny Trejo            | Tian Brass                            | Bandera de Argentina                  |                |
| Insertos                                                                    | N/D                    | Francisco Colmenero                   | Bandera de México                     |                |
| Doblaje al español producido por Disney Character Voices International Inc. |                        |                                       |                                       |                |

## Historial
Phineas y Ferb Misión Marvel
En 2009, The Walt Disney Company adquirió Marvel Entertainment. Este fue el primer crossover animado entre Disney y Marvel. "Nuestra asociación con Marvel ha dado grandes ganancias este año - por primera vez con el lanzamiento del bloque Universo Marvel en Disney XD, y ahora con la producción a partir del especial Phineas y Ferb / Marvel. Parafraseando a sí mismo Phineas: mejor año", dijo Gary Marsh, presidente y director creativo de Disney Channel en todo el mundo.

## Producción
El episodio fue anunciado oficialmente en la Comic-Con. "Phineas and Ferb: Mission Marvel es un especial de animación emocionante para todos en Disney y Marvel. Reunir a los mundos de Phineas y Ferb y Los Vengadores de Marvel es un montón de diversión para los amantes de las dos propiedades", dijo Dan Buckley, editor y presidente de la impresión, animación y divisiones digitales, Marvel Worldwide, Inc. "Es una oportunidad emocionante para estas dos franquicias para tomar ventaja de uno al otro de una manera que pueda ir más allá de este especial. Los fans de todas las edades en un tratamiento muy especial!".
Los cocreadores de Phineas y Ferb, Jeff "Swampy" Marsh y Dan Povenmire trabajaron en estrecha colaboración con los escritores de Marvel para adaptar los personajes de trabajar juntos. Ellos tenían originalmente una escena donde Iron Man usa el martillo de Thor. Los escritores de Marvel no permitieron que, obligando a Marsh y Povenmire volver hacer toda la escena.
El 6 de junio de 2013, EE. UU. lanzó el primer tráiler de larga duración para el especial. El 7 de julio de 2013, durante un episodio de Avengers Assemble, Disney XD se emitió a 90 segundos el adelanto del especial. El 12 de agosto de 2013, los usuarios verificados de la aplicación "Watch Disney Channel" pudieron ver el especial antes de que fuera emitido en televisión.
El 2014 Mission Marvel Canal 13 Cubox con Todos
Drake Bell, Adrian Pasdar, Travis Willingham, Fred Tatasciore, Liam O'Brien, Charlie Adler, y Chi McBride reaparecen en sus papeles de Ultimate Spider-Man y Avengers Assemble como Spider-Man, Iron Man, Thor, Hulk, Red Skull, M.O.D.O.K, y Nick Fury, respectivamente. Además, Peter Stormare hace la voz de Whiplash, Danny Trejo hace la voz de Venom, y Stan Lee hace un cameo como él mismo.

## Recepción
Phineas y Ferb: Misión Marvel tuvo 3,8 millones de espectadores, la serie con más alto índices de audiencia en seis meses. Es clasificado como el número uno de transmisión de televisión de la noche en las principales series de jóvenes y fue el número uno de transmisión de televisión por cable en el total de televidentes.

### Recepción de la crítica
Gwen Ihnat de The A.V. Club dio al episodio una B+, diciendo: "En lugar de preocuparse por Disney" “kidifying” "Marvel, simplemente disfruta de la magia de Phineas y Ferb en este mashup de dibujos animados".
Denette Wilford de Huffington Post Canada lo disfrutó, pero señaló que no fue tan bueno como Phineas y Ferb: A través de la segunda dimensión.